# Buffy Summers
(Buffy a Dark Willow)
Buffy Anne Summers è un personaggio immaginario protagonista di film, libri, serie TV, fumetti e videogiochi. La sua prima apparizione risale al film Buffy - L'Ammazza Vampiri, che ebbe scarso successo ma portò alla realizzazione dell'omonima serie televisiva e dei suoi numerosi spin-off come racconti, fumetti e videogiochi nonché la serie TV Angel. Il personaggio è stato interpretato nel film da Kristy Swanson, in televisione da Sarah Michelle Gellar e nel videogame da Giselle Loren.

## Concetto e creazione
Il personaggio di Buffy è stato concepito da Joss Whedon come modo di sovvertire il cliché tipico "... di ogni film horror in cui una ragazzina bionda entra in un vicolo e viene uccisa". Whedon ha affermato che "Rhonda the Immortal Waitress" fu la prima incarnazione di Buffy che concepì, "l'idea di un personaggio femminile apparentemente insignificante che in realtà si rivela straordinario." Alla domanda su come ebbe l'idea del nome "Buffy," Whedon rispose «È il nome che potrei pensare per qualcosa che prenderei poco seriamente. Non c'è modo in cui tu possa sentire il nome Buffy e pensare, "Questa è una persona importante". Giustapporre questo alla Cacciatrice di Vampiri pareva una cosa da B movie. Ma un B movie che aveva qualcosa di più sotto. Questo era il mio sogno.» Whedon afferma che il titolo venne criticato per essere troppo stupido e la rete televisiva lo pregò di cambiarlo. Ma si rifiutò insistendo "Non capite. Deve essere questo. Questo è quello che è." Secondo Jason Middleton Buffy evita lo stereotipo della final girl degli horror film (la ragazza androgina e vergine che sopravvive ai suoi amici e si vendica del killer), "... riesce a fare sesso con i ragazzi e comunque uccide il mostro".
Whedon fin dall'inizio ha voluto che il personaggio diventasse un'icona, afferma: "Volevo che fosse un eroe che esiste nella mente delle persone, per esempio come Wonder Woman o l'Uomo Ragno. Volevo che fosse una bambola o un'action figure. Volevo Barbie con le mosse del kung fu! Volvevo che entrasse nella coscienza di massa e nell'immaginario dei ragazzini perché penso che sia un personaggio figo e questo fu il piano fin dall'inizio. Volevo che Buffy fosse un fenomeno culturale, punto." Nello sviluppare Buffy, Whedon fu grandemente inspirato da Kitty Pryde, un personaggio del fumetto supereroistico X-Men: «Se qualcosa ha avuto un'influenza maggiore di Buffy che Kitty, non so cosa possa essere [...] Era una ragazza adolescente che scopre di avere grandi poteri e deve gestire la cosa.» In un'intervista nel 2009, Whedon ha rivelato che solo di recente aveva realizzato quanto di sé stesso ha visto in Buffy.  Whedon si chiede apertamente il motivo della sua identificazione che una figura femminile, ma la descrive come "una specie di reale terapia autobiografica per sé" lo scrivere di un forte personaggio femminile come Buffy.
Secondo Whedon, "ha rimuginato a lungo su di lei per molti anni" prima di comparire nel film interpretato da Kristy Swanson. Comunque non fu soddisfatto del trattamento del personaggio nel film, pensando che "non era ancora lei. Era un inizio, ma non era ancora la ragazza." Sebbene la visione di Whedon di potere femminile non fosse ancora apparente come avrebbe voluto nel film, ottenne una seconda possibilità quando Gail Berman lo contattò con l'idea di ricrearla in una serie televisiva. Adattando il concetto del film in una serie televisiva, Whedon decise di reinventare leggermente il personaggio di Buffy. La superficiale cheerleader del film originale era cresciuta e diventata più matura e aperta di idee, capace di identificarsi con fuoricasta sociali come Willow e Xander e il personaggio di Cordelia venne creato come contraltare per essere quello che Buffy era. All'inizio della serie televisiva il supervisore del make-up Todd McIntosh fu incaricato di rendere Buffy "un personaggio morbido e mondano" e lui usò un make-up morbido e verde. Comunque fu successivamente deciso che sarebbe stato più appropriato che apparisse più come una valley girl. McIntosh cambiò il suo make-up con un ombretto azzurro ghiaccio, rossetti brillanti turchesi e acquamarina, smalto per unghie rosa gomma da masticare e sbiondendole i capelli, facendo "sbocciare" il suo personaggio.

## Film
Il personaggio di Buffy compare per la prima volta nel film Buffy - L'Ammazza Vampiri (1992), interpretato da Kristy Swanson. Nel film, scritto da Joss Whedon, Buffy è una superficiale cheerleader che viene informata da un uomo chiamato Merrick (Donald Sutherland) che il fato l'ha scelta per combattere i non morti. Sotto la guida di Merrick, Buffy inizia ad allenarsi con riluttanza, ma le sue responsabilità come Cacciatrice hanno iniziato da alienarla delle altre valley girl. Merrick infine arriva a rispettare la natura ribelle di Buffy e lei riesce sconfigge il re vampiro, Lothos (Rutger Hauer), affidandosi al suo stile contemporaneo invece che sull'addestramento tradizionale da cacciatrice. Sebbene il film non venga considerato in continuity con la serie televisiva del 1999, Christopher Golden adattò la sceneggiatura originale di Joss Whedon in un fumetto intitolato Le origini (The Origin), che Whedon più tardi confermò essere "in gran parte" canonico.

## Serie televisiva

### Antefatti
Buffy Anne Summers è nata il 19 gennaio 1981, da Hank e Joyce Summers a Los Angeles, California. Nell'episodio I, Robot... You, Jane, lo schermo del computer mostra come sua data di nascita il 24 ottobre 1980 ma anche il 6 maggio 1979. Questi devono essere considerati esempi di corruzione di dati nell'episodio; in almeno quattro episodi della prima stagione (primavera 1997), Buffy e sua madre dicono che lei ha sedici anni. Nell'episodio La fine del mondo della quarta stagione Riley chiede a Buffy: "Che cosa sei?" e lei risponde: "capricorno cuspide acquario", perciò significa che Buffy è nata quando termina il segno zodiacale del capricorno e inizia quello dell'acquario, ovvero il 19 gennaio 1981. Inoltre, nella puntata Il dono, sulla tomba si legge a chiare lettere 1981-2001.
Quando aveva otto anni, Buffy era molto vicina a sua cugina Celia e si divertivano a giocare ai supereroi fingendo di essere Power Girl; una profetica scelta di alter ego. Per Buffy è stato un duro colpo quando Celia venne uccisa da Kinderstod, un demone visibile solo ai bambini molto malati, che li uccide e porta il terrore negli ospedali. Da quel momento Buffy ha sempre provato terrore per gli ospedali.
Buffy arrivò a idolatrare la campionessa olimpica di pattinaggio su ghiaccio Dorothy Hamill dopo aver conosciuto lo sport. Diventò una cheerleader molto popolare all'Hemery High, un liceo di Los Angeles. Venne eletta sia Principessa del Ballo che Reginetta della Festa mentre frequentava l'Hemery High dal 1995 al 1997. All'età di quindici anni, Buffy cominciò ad avere strani, violenti sogni a proposito di donne di diverse epoche, mentre uccidevano dei mostri. Un giorno, fu avvicinata da un uomo misterioso di nome Merrick, il suo primo Osservatore, che le rivelò il suo destino di Cacciatrice di Vampiri. Con un po' di allenamento, Buffy sconfisse il suo primo vampiro importante, il capo della zona, un vampiro di nome Lothos, ma non prima della morte di Merrick (nel film ucciso da Lothos; nel fumetto si suicidò prima che Lothos lo vampirizzasse e lo usasse contro Buffy). Durante la battaglia con gli scagnozzi di Lothos, Buffy incendiò la palestra della scuola e venne espulsa. Dopo la battaglia, Buffy confidò ai suoi genitori quello che era effettivamente successo e il suo destino di Cacciatrice. Preoccupati che stesse perdendo la ragione, i suoi parenti la rinchiusero in un istituto di igiene mentale. Mentre era stata rinchiusa, Buffy si rese conto che i suoi tentativi di persuadere gli altri dell'esistenza di forze demoniache sarebbero stati vani. Si tranquillizzò e le fu concesso di uscire dopo due settimane. Buffy e i suoi genitori non parlarono mai più di questo.

### Prima stagione
Dopo l'annullamento del matrimonio tra i suoi genitori, Buffy si trasferisce, con sua madre, da Los Angeles al 1630 di Revello Drive, nella piccola città di Sunnydale in California. Qui si iscrive al locale liceo, il Sunnydale High, dove incontra Xander Harris e Willow Rosenberg, che diventano ben presto i suoi migliori amici e il suo nuovo Osservatore, Rupert Giles, trovando in lui una figura paterna. Buffy conosce anche Angel, un vampiro a cui è stata restituita l'anima, che la aiuterà in alcune occasioni, i due finiranno per amarsi intensamente. Inoltre incontra Cordelia Chase, arrogante e indisponente cheerleader come Buffy a suo tempo. La prima stagione è incentrata sulla battaglia di Buffy con un vampiro centenario, il Maestro, il suo protetto (Il Consacrato) e la sua armata dell'Ordine di Aurelius. Leggendo che una profezia dice che Buffy dovrà morire per mano del Maestro, Buffy contempla l'idea di lasciare la città, ma alla fine accetta il suo destino dopo che Willow trova dentro la scuola i corpi di alcuni amici uccisi. Durante la battaglia con il Maestro viene sconfitta e lasciata ad affogare in una pozza d'acqua. La morte di Buffy libera il Maestro e apre la Bocca dell'Inferno, ma Xander la trova in tempo e ne evita la morte certa per affogamento. Una rafforzata Buffy spinge il Maestro giù dal tetto della scuola, impalandolo sui resti di un banco rotto, e dunque uccidendolo.

### Seconda stagione
Nella seconda stagione Buffy deve vedersela con i vampiri Drusilla e Spike, quest'ultimo uccide il Consacrato, già in passato Spike ammazzò due Cacciatrici e ora Buffy è il suo nuovo bersaglio. Buffy conosce Kendra Young, anche lei è una Cacciatrice, quando la prescelta muore un'altra ragazza eredita il potere, infatti quando il Maestro aveva tolto la vita a Buffy (anche se per poco) Kendra ha risvegliato in lei il potere della Cacciatrice. Buffy perde la propria verginità facendo l'amore con Angel senza sapere che così lo ha privato della sua anima: gli zingari lo avevano maledetto affinché, restituendogli l'anima poi l'avrebbe persa se avesse sperimentato un momento di pura felicità. Angel, tornato a essere un vampiro crudele, diventa ossessionato dall'idea di distruggere la vita di Buffy, esattamente come aveva fatto con quella di Drusilla, fidanzata di Spike, un secolo prima. Uccide l'amore di Giles, Jenny Calendar, prima che sia in grado di restituirgli l'anima, gesto che suscita la disapprovazione di Spike il quale ha capito che Angel è fuori controllo tanto da stabilire un'alleanza con Buffy. Quest'ultima rivela a sua madre di essere una Cacciatrice con il solo risultato che lei, troppo sconvolta nell'apprendere che la figlia a sua insaputa aveva una seconda vita, la caccia via di casa. Intanto, Drusilla uccide Kendra e aiuta Angel a torturare Giles per farsi dire come risvegliare il demone Acathla, un demone che con il proprio respiro farà sprofondare la Terra in una dimensione demoniaca, a quel punto Buffy e Spike affrontano Angel e Drusilla sconfiggendoli. Willow mette in pratica l'incantesimo che voleva usare Jenny e restituisce l'anima ad Angel, ma ormai Acathla è stato risvegliato e quindi per annullarne il potere si vede costretta a uccidere Angel. Sconvolta da tutti questi avvenimento, Buffy scappa di casa.

### Terza stagione
Buffy vive a Los Angeles e lavora come cameriera in una tavola calda usando il suo secondo nome Anne. Dopo aver salvato una ragazza che aveva già salvato in precedenza, Buffy torna a Sunnydale per affrontare i propri problemi, si riconcilia con la madre e gli amici. Tenta di avere una vita normale iniziando una relazione con il suo compagno di scuola Scott ma lui la lascia, scopre inoltre che Angel è tornato in vita (grazie all'intervento delle Forze dell'Essere, come rivelato nella prima stagione di Angel). Una nuova ribelle Cacciatrice, Faith, arriva in città, il suo potere si è risvegliato con la morte di Kendra. Faith e Buffy diventano amiche, tentano di fronteggiare Richard Wilkins, il sindaco di Sunnydale che aspira a trasformarsi in un demone originale grazie a un rito chiamato Ascensione. Purtroppo Faith si rivela spietata e spregiudicata, infatti passa dalla parte di Wilkins e tenta di far del male a Buffy e Angel, col solo risultato che Buffy affrontadola manda Faith in coma. Angel decide di lasciare Buffy ritenendo che la sua presenza non le permetterà mai di avere una vita normale, lei inoltre vuole studiare all'università. Il giorno del diploma Buffy, aiutata da tutti i suoi compagni di scuola, affronta i vampiri di Wilkins, intanto il sindaco si trasforma nell'enorme demone Olvikan, di conseguenza Buffy gli tende una trappola attirandolo nella scuola, infine Giles aziona il detonatore che fa saltare in aria l'esplosivo piazzato nell'edificio uccidendo Wilkins mentre Buffy fa in tempo a mettersi al riparo.

### Quarta stagione
Durante la quarta stagione, Buffy e Willow si iscrivono al College di Sunnydale dove la Cacciatrice segue il corso della prefessoressa Maggie Walsh, conoscendo il suo assistente, Riley Finn, il quale si innamora di lei. Tuttavia all'inizio Buffy intraprende una breve relazione con Parker scoprendo che lui desiderava solo sedurla. Spike ritorna in agguato, lui desidera ancora uccidere Buffy, ma il vampiro viene catturato dall'Organizzazione, un commando militare che fa esperimenti sui demoni, impiantano nel cercello di Spike un chip. Spike fugge dalla base dell'Organizzazione chiedendo protezione a Buffy e i suoi amici, anche perché ora è inoffensivo dato che il chip nel suo cervello non gli permette di usare la violenza fisica contro gli umani.
Buffy scopre che Walsh e Riley lavorano in realtà per l'Organizzazione, infatti Riley è un soldato mentre Walsh è a capo del dipartimento scientifico, Buffy decide di unirsi all'Organizzazione, si innamora di Riley e i due diventano una coppia, se infatti la Cacciatrice percepiva quella con Angel una relazione troppo disfunzionale, sente di aver trovato in Riley un compagno affettuoso e passionale. Purtroppo Walsh inizia a vedere in Buffy una minaccia dato che la Cacciatrice in parte diffida dell'Organizzazione tentando di scoprirne i veri scopi, Walsh infatti sta lavorano a un progetto governativo che prevede l'uso dei demoni per scopi militari, tanto da aver creato Adam, un umano riconvertito in un ibrido demone-robot, quando lo attiva Adam uccide Walsh e poi combatte con Buffy la quale non può nulla contro la superiorità di Adam che si rivela un essere con una forza eccezionale.
Adam fugge in attesa di attuare i suoi piani, ma Buffy deve vedersela con un'altra minaccia: Faith si è risvegliata dal coma, lei per un po' di tempo scambia il suo corpo con quello di Buffy tramite un oggetto magico che Wilkins le aveva lasciato, fortunatamente Buffy si riappropria del suo corpo grazie a un katra magico creato da Willow e Tara. La relazione tra Buffy e Riley attraversa momenti difficili, sia per il fatto che una parte del cuore di Buffy appartiene ancora a Angel che per l'inconsapevole tradimento di Riley il quale era stato a letto con Faith quando quest'ultima era nel corpo di Buffy.
Willow usa l'Incantesimo Unificante che le permette di combinare la sua energia, così come quella di Giles e Xander, con quella di Buffy conferendo temporaneamente a quest'ultima un potere enorme tanto che uccide facilmente Adam, e l'Organizzazione chiude il progetto in quanto non ha dato i risultati sperati. Ciò però ha avuto una conseguenza, infatti l'Incantesimo Unificante ha fatto adirare lo spirito della Prima Cacciatrice che non tollerando che Buffy abbia combinato il potere della Cacciatrice con quello dei suoi amici avendo simbolicamente mancato di rispetto alla via della solitudine che caratterizza le Cacciatrici, prende di mira Buffy, Xander, Giles e Willow nel mondo dei sogni, tuttavia Buffy riesce ad allontanarla impedendole di rappresentare una minaccia non avendo infatti paura di lei.

### Quinta stagione
(Buffy nell'ultima puntata dell'Quinta stagione)
La quinta stagione si apre con Buffy che affronta Dracula, pur riuscendo a fronteggiarlo quest'ultimo ha costretto Buffy a confrontarsi con la natura oscura del potere della Cacciatrice, in effetti dopo che Buffy era entrata in contatto con la Prima Cacciatrice è cambiata, ormai non affronta più i vampiri solo perché la sua missione lo richiede, ma perché sente che ciò è parte della sua natura istintiva. Buffy chiede a Giles di sottoporla a un addestramento perché desidera conoscere veramente la propria forza di Cacciatrice, intanto fa la sua comparsa il personaggio di Dawn, la sorella minore di Buffy che finora non era mai apparsa, lei in realtà è la Chiave, una fonte di energia che ha il potere di aprire le porte dimensionali per i regni demoniaci, dei monaci hanno scelto di alterare la realtà in modo da trasformarla in un'umana, in un membro della famiglia Summers, tutti i ricordi di Dawn sono falsi, così come quelli di tutti coloro che hanno avuto a che fare con lei
I monaci hanno trasformato la Chiave nella sorella di Buffy affinché quest'ultima la protegesse da Glory, un Dio che venne bandita dalla dimensione demoniaca che in tempo governava, Glory desidera usare Dawn per tornare nel proprio regno. Anche se Buffy scopre che Dawn non è realmente sua sorella, ormai prova per lei un amore incondizionato e dunque decide di proteggerla. Buffy fa amicizia con Ben, un giovane internista che lavora nella clinica dove Joyce è ricoverata dato che le è stato diagnosticato un tumore al cervello.
Buffy sta cambiando, ormai è diventata introversa, aggressiva e distaccata, ciò si sta riflettendo sul suo rapporto con Riley il quale tenta ripetutamente di sostenerla nei suoi problemi, ma l'orgoglio di Buffy la spinge ad allontanarsi da lui, pur amandolo non riesce a renderlo partecipe della propria vita, infatti rivela prima a Spike del tumore di sua madre invece che a lui, inoltre lo esclude dalla propria battaglia contro Glory. Spike, che intanto si è innamorato di Buffy, la porta in un covo di vampiri in modo da sabotare la sua relazione con Riley dato che, proprio lì, lo sorprende a pagare delle vampire in cerca di eccitazione dato che si nutrono del suo sangue. Riley andava lì solo per placare il proprio dolore emotivo in reazione ai tentativi di Buffy di sabotare la loro relazione, quest'ultima è arrabbiata e sconvolta ma comprende anche di aver sbagliato, avendo permesso al proprio egoismo di viziare l'amore che prova per Riley. Benché Buffy volesse fare un tentativo per salvare la loro relazione, Riley lascia Sunnydale partendo in missione per il Belize dato che è stato riarruolato nell'Organizzazione.
Al dolore per l'abbandono di Riley si aggiunge anche il trauma per la morte di Joyce dovuta a un aneurisma, Angel torna brevemente a Sunnydale per dare a Buffy un po' di conforto. Ora Buffy deve sobbarcarsi la responsabilità della sicurezza e dell'educazione di Dawn, che non solo Glory ma anche l'Ordine dei Cavalieri di Basanzio sta cercando, in modo da uccidere la ragazza ed evitare che Glory possa impadronirsi di lei. Quando Giles rimane ferito nel tentativo di proteggere Dawn dai cavalieri, Buffy chiama Ben affinché quest'ultimo gli dia delle cure mediche, ma poi scopre che Ben è la metà umana di Glory, avendole dato l'opportunità di rapire Dawn dopo aver eliminato i Cavalieri dell'Ordine di Bisanzio. Buffy va a salvare Dawn, intanto Glory libera il potere della Chiave che genera portali dimensionali che collegano la Terra a tutte le altre dimensioni demoniache, il mondo è in pericolo, intanto Buffy sconfigge Glory ma lei si trasforma in Ben, interviene Giles che uccide Ben e con lei Glory, lui sapeva che Buffy non avrebbe mai avuto il coraggio di uccidere un essere umano e quindi si è assunto lui questa responsabilità. Per chiudere i portali e impedire alle dimensioni demoniache di minacciare la Terra è necessario che Dawn muoia così che il suo sangue smetta di circolare, ma Buffy si getta nel vortice energetico e muore al posto di Dawn chiudendo i varchi per le altre dimensioni, Buffy è sua sorella e condivideva il suo stesso patrimonio genetico. 
Viene sepolta nel cimitero di Sunnydale con l'epitaffio: "Buffy Anne Summers / 1981 - 2001 / Beloved Sister / Devoted Friend / She saved the world / A lot" ovvero: "Buffy Anne Summers / 1981 - 2001 / Amata Sorella / Amica Devota / Ha salvato il mondo/ Molte volte."
La data reale dell'episodio, probabilmente, è il 22 maggio 2001.

### Sesta stagione
Buffy viene resuscitata da Willow con un rituale oscuro che permette di riportare in vita le morti cosiddette "mistiche", perché creduta in una dimensione infernale, Spike le rivela che è stata via per 147 giorni, senza contare il giorno stesso della sua resurrezione. Dov'era lei è passato molto più tempo, in una realtà dove aveva trovato la pace, era in una dimensione celeste. Essendo stata strappata dal Paradiso dai suoi amici, Buffy cade in una profonda depressione a causa del ritorno in un mondo crudo, violento e spietato. Questo la porterà ad avvicinarsi sempre di più a Spike, perché lui è l'unico che riesca davvero a comprenderla, infine i due diventano amanti. 
Warren Mears tenta più volte di creare problemi a Buffy interferendo nella sua vita, anche con la complicità di Andrew Wells e Jonathan Levinson, addirittura quando lui uccide la sua ex fidanzata tenta di far ricadere la colpa su Buffy. Intanto quest'ultima cerca di provvedere a Dawn, trovando lavoro in un modesto fast food, come se non bastasse la sua domanda di riammessione all'università viene respinta: effettivamente proprio in proporzione agli insuccessi della sua vita, l'attrattiva che Spike esercita sulla Cacciatrice si fa sempre più forte, lui è un essere malvagio ma ciò che più la fa sentire bene è il fatto che Spike la desidera e la ama con ardore.
Riley ritorna brevemente a Sunnydale per rintracciare le uova dei demoni Suvolte chiedendo aiuto a Buffy, se infatti le uova dovessero schiudersi i demoni potrebbero sterminare tutta la popolazione di Sunnydale. Anche se Buffy prova ancora dell'attrazione per Riley, scopre con un po' di dispiacere che lui è felicemente sposato con Sam, tra l'altro le indagini di Riley lo conducono proprio da Spike, è lui che custodisce le uova di Suvolte. Buffy e Riley fanno saltare in aria le uova, anche se Riley è deluso nel constatare che Buffy ha una relazione segreta con Spike si rivela comprensivo con lei capendo che la sua ex sta attraversando un brutto momento, Riley e sua moglie Sam lasciano Sunnydale, infine lui e Buffy si salutano da buoni amici, poco dopo Buffy chiude la sua relazione con Spike comprendendo che al fianco del vampiro non può avere l'amore che desidera, avendo capito che lei deve responsabilizzarsi.
Spike tenta di affrontare la loro rottura con autocontrollo, ma poi nell'impeto della rabbia prova a violentare Buffy che comunque riesce a difendersi, Spike sconvolto per il proprio comportamento, lascia Sunnydale. Warren, tramite le sfere di Nezzla'khan, acquisisce una forza enorme potendo affrontare Buffy, in un primo momento sembra sul punto di sconfiggerla ma grazie a Jonathan (che si rivolta contro Warren) la Cacciatrice riesce a batterlo, successivamente Warren, armato di pistola, si presenta a casa di Buffy e spara a lei e a Tara. La Cacciatrice viene ricoverata in ospedale, mentre Tara muore e questo scatena la collera di Willow che decide di assorbire una quantità enorme di magia nera, la ragazza con la stregoneria salva Buffy in ospedale, ma ora ciò che desidera è uccidere Warren.
Essendo Warren un normale essere umano, Buffy non può consentire che Willow lo uccida nonostante il crimine che lui ha commesso, ritenendo che la cosa più etica da fare sia lasciare che la legge lo punisca, ma Willow per via del potere oscuro che ormai ha forviato la sua mente, non sente ragioni e uccide Warren davanti agli occhi di Buffy. Quest'ultima affronta Willow ma lei, con la sua magia, si rivela un'avversaria inarrestabile, fortunatamente Giles e Xander riescono a placare la sua rabbia impedendole di distruggere il mondo. Dopo questa esperienza Buffy decide di relazionarsi con Dawn in maniera diversa, da ora invece che proteggerla decide di aiutarla a combattere in modo da trasformarla in una ragazza forte che possa affrontare il mondo.

### Settima stagione
Dawn studia nel liceo di Sunnydale che è stato ricostruito e ora a dirigerlo è il preside Robin Wood che offre a Buffy un lavaro nell'istituto come consulente scolastica. Buffy scopre che Spike è tornato a Sunnydale, ora lui ha un'anima, aveva capito che la sua istintiva crudeltà di vampiro avrebbe sempre impedito a Buffy di amarlo quindi si è rivolto a un demone che gli ha permesso di reimpossessarsi dell'anima. Buffy è combattuta, anche se Spike ora non è più un essere malvagio e pur essendo consapevole di provare dei sentimenti molto intensi per lui, non è in grado di amarlo.
Fa la sua comparsa il Primo, egli è il male originale, l'essenza autentica della malvagità, che però si è manifestata quando Willow ha riportato in vita Buffy avendo alterato l'equilibrio dell'universo. Il Primo per mezzo dei suoi servi, i Portatori, sta uccidendo le Potenziali in tutto il mondo, ovvero le ragazze in attesa di ereditare il potere della Cacciatrice, di conseguenza Giles per proteggerle le porta a Sunnydale dove Buffy e Dawn le ospitano a casa loro, dividendola anche con gli amici, e con Andrew che decide di passare dalla parte di Buffy.
Il Primo, che all'inizio aveva manovrato Andrew affinché uccidesse Jonathan, il cui sangue e quello di Spike attiva il Sigillo di Danzalthar, libera un vampiro appartenente all'antica razza dei Turok-Han, il quale si rivela un avversario estremamente forte, Buffy tuttavia lo uccide seppur con notevole defficoltà. Buffy si rivolge a Riley il quale mette a sua disposizione una squadra dell'Organizzazione che rimuove dal cervello di Spike il chip dato che, ora che il vampiro ha un'anima, non riteneva giusto tenere a freno la sua aggressività attraverso un mezzo artefatto.
Buffy accetta che Faith si unisca al gruppo, cerca inoltre di addestrare le Potenziali in modo da farne delle ottime guerriere, anche Wood si unisce a loro quando Buffy scopre che lui è il figlio di una delle Cacciatrici che Spike uccise. Wood consegna a Buffy un libro mistico che apparteneva alla madre, per merito di Dawn che cerca di tradurre il libro, Buffy intraprende un viaggio spirituale nel passato conoscendo i tre stregone che diedero alla Prima Cacciatrice la sua forza, da loro scopre che il Primo intente scatenare un'Apocalisse aprendo la Bocca dell'Inferno liberando un inarrestabile esercito di Turok-Han.
Buffy è cambiata molto, come leader si è trasformata in una persona intransigente, cinica e spietata, infatti è sempre più evidente che le Potenziali ma anche i suoi amici non riescono più a relazionarsi con lei dato che Buffy sta diventato troppo pretenziosa, infatti ciò è una conseguenza del fatto che il Primo, essendo l'avversario più forte che lei abbia mai affrontato, la sta mettendo duramente alla prova. Le cose peggiorano quando il Primo scatena contro Buffy il suo servo più pericoloso, Caleb, egli trae forza dal Primo e quando Buffy lo affronta la prima volta viene sconfitta, Caleb cava un occhio a Xander e uccide alcune delle Potenziali. Buffy vuole costringere i suoi amici e le Potenziali a muovere un altro attacco contro Caleb ma loro si rifiutano di farlo, Buffy è chiaramente infuriata contro Caleb il quale con la sua forza schiacciante è riuscito a umiliarla, infatti lei accecata dalla rabbia non riesce a riflettere lucidamente, dato che affrontando nuovamente Caleb subirebbe sicuramente un'altra sconfitta.
Buffy viene destituita dal ruolo di leader, Dawn inoltre manda via di casa Buffy, adesso per battere il Primo il gruppo deve rimanere coeso e ha capito che Buffy essendo diventata troppo arrogante non accetterebbe di combattere insieme agli amici e alle Potenziali priva della possibilità di poter impartire ordini. In questo momento di sconforto Buffy trova consolazione tra le braccia di Spike. Intanto Buffy entra in possesso della Falce, l'arma della Cacciatrice, che Caleb stava cercando di recuperare, Buffy lo affronta ma Caleb sembra avere ancora una volta la meglio. In aiuto della Cacciatrice interviene Angel, infine Buffy con la Falce uccide Caleb. Angel e Buffy si amano ancora, ma lei decide di non avvalersi del suo aiuto, questa volta vuole Spike al suo fianco nella lotta contro il Primo, a conferma di quanto Spike per lei sia diventato importante, Angel si limita quindi a consegnarle un amuleto che chiuderà la Bocca dell'Inferno.
Buffy si riconcilia con gli amici che decidono di accettarla nuovamente come leader, inoltre la ragazza consegna a Spike l'amuleto, dovrà essere lui a usarlo. A Buffy viene in mente un'idea: la Falce e la magia di Willow dovrà sbloccare il potere di tutte le Potenziali, che così diventano delle Cacciatrici a tutti gli effetti. La Bocca dell'Inferno si apre ma Buffy, insieme agli amici e alle Cacciatrici, affronta i Portatori e i Turok-Han sconfiggendoli, infine Spike muore consumato dal potere dell'amuleto chiudendo la Bocca dell'Infeno, Buffy fa in tempo a dichiarargli il suo amore anche se Spike è convinto (erroneamente) che la sua fosse solo una gentile bugia. Sigillando la Bocca dell'Inferno tutta Sannydale viene distrutta, benché Buffy e tutti gli altri facciano in tempo a mettersi in salvo, Buffy è orgogliosa di Spike il cui sacrificio è stato determinante per la vittoria.

### Dopo l'ultima stagione
Dopo gli eventi dell'ultima stagione, la presenza di Buffy, fino a poco tempo fa, era solo percepita nello spin-off Angel. Appare in molti episodi di inizio serie e si fa riferimento a lei nell'episodio Damage della quinta stagione di Angel. Andrew Wells dice ad Angel di essere stato incaricato da Buffy di prendersi cura della Cacciatrice Dana diventata psicotica. Buffy era The Girl in Question (cioè "La ragazza in questione") nel terzultimo episodio dell'ultima stagione di Angel, ma appare solo di spalle.
Il creatore della serie Joss Whedon ha poi deciso di continuare la serie con un'ottava stagione a fumetti, che non ha mai visto luce come serial televisivo soprattutto per via della rinuncia dell'attrice che interpretava Buffy, Sarah Michelle Gellar e degli altri attori del cast, che hanno preferito non continuare con una nuova stagione per non rimanere incastrati per sempre nelle parti da loro interpretate.

### Ottava Stagione
Dopo la distruzione di Sunnydale Buffy e i suoi compagni girano per il mondo al fine di reclutare più cacciatrici possibile; più avanti tuttavia, anche grazie all'aiuto di Giles riescono a fondersi al consiglio degli osservatori e a trasformarsi in un'organizzazione paramilitare diffusa in tutto il pianeta - viene rivelato tuttavia che per ottenere i fondi necessari Buffy compì piccoli crimini che tuttavia lei definisce innocui e senza vittime, ma che comprendono furti in banche svizzere - ponendo la base di questa potente organizzazione anti-demoni in Scozia. Da allora le Cacciatrici agiscono in squadriglie coordinate dai vecchi personaggi della serie e sparse in giro per il mondo, con una particolare attenzione per la zona di Cleveland, dove è situata la seconda e ultima bocca dell'inferno.
Buffy, ricoprendo il ruolo di leader di tale squadrone è divenuta praticamente un personaggio pubblico e per proteggerla ci sono altre due Cacciatrici (dette Cacciatrici Civetta) addestrate per comportarsi come lei e impedire ai nemici di localizzare quella vera. Tra queste c'è anche quella che vive a Roma di cui Andrew parla ad Angel e Spike.
Tuttavia Buffy ha un po' di nostalgia dei tempi passati e, soprattutto, dei suoi amici che ora non vede più molto spesso. Inoltre si è deteriorato anche il suo rapporto con Dawn, che si è trasformata in un gigante a causa di un incantesimo dovuto al rapporto sessuale con un demone, ma che non vuole assolutamente parlarne alla sorella. Inoltre ora anche gli umani vedono Buffy e la sua armata come nemici in quanto spaventati da loro. Questo dà carta bianca a un nuovo misterioso Big Bad: Twilight, il quale manipola gli uomini, i demoni e i vampiri per far cadere le cacciatrici.
Buffy si ricongiunge con Willow quando la sua base in Scozia viene presa d'assedio dagli zombie guidati da Amy Madison e la strega rossa correrà in suo soccorso combattendo contro Amy e venendo rapita poco dopo da Warren Meers (ancora vivo e scuoiato) e, proprio recandosi al salvataggio dell'amica, scoprirà la cospirazione dei militari e di Twilight. In seguito il riunito nucleo della Scooby Gang (Buffy, Willow e Xander) si troverà nei guai al dover decidere che provvedimenti prendere con i nuovi necmici, chiedendosi se saranno mai capaci di uccidere degli esseri umani.
Durante una notte di pattuglia Buffy ha modo di chiarirsi con Satsu, sua seconda in comando che nutre forti sentimenti verso di lei i quali lusingano la bionda Cacciatrice, mentre le due parlano vengono attaccate dal misterioso Twilight, il quale si rivela immensamente più potente di entrambe nonché di qualunque altro avversario mai affrontato, dopo una lotta impari Twilight lascia Buffy con il dubbio dell'effettiva utilità di un gruppo tanto vasto di Cacciatrici, dubbio che la spingerà a cercare conforto tra le braccia di Satsu, con cui avrà la sua prima esperienza omosessuale.
Il fatto, che le due volevano tenere per sé emerge poco dopo quando Xander, Renee, Dawn, Willow e Andrew li sorprendono insieme a letto nel tentativo di avvertirle di un attacco di vampiri giapponesi dotati di abilità superiori agli altri loro simili, i quali espugnano la fortezza in Scozia e rubano la Falce della guardiana. Buffy si recherà immediatamente in Giappone per recuperare l'oggetto magico e, con l'aiuto di Dracula, riuscirà a ostacolare il piano delle creature della notte, le quali volevano liberarsi di tutte le Cacciatrici spezzando l'incantesimo che dava loro il potere. Dopo la battaglia chiarirà le cose con Satsu, le due dopo aver ammesso di aver vicendevolmente approfittato l'una dell'altra decideranno di non andare oltre con la loro relazione. Satsu rimarrà in Giappone a capo delle cacciatrici asiatiche, mentre Buffy tornerà alla sede principale.
In seguito a una percezione di Willow, poi Buffy sarà attirata a New York e si troverà in una trappola magica che la trasporterà nel futuro, dove incontrerà la nuova cacciatrice Melaka Fray e combatterà una versione ultracentenaria e nuovamente malvagia di Willow (artefice del suo viaggio temporale) desiderosa di essere uccisa dall'amica di un tempo per porre fine al fardello della sua immortalità. Uccisa l'amica verrà riportata al presente dalla Willow odierna, profondamente segnata da quanto visto nel futuro ma anche convinta di poterlo cambiare.
Tornata al presente dovrà affrontare le aggressioni dell'opinione pubblica contro il suo gruppo a seguito del successo del reality show di Harmony e degli atti violenti della Cacciatrice ribelle Simone Doffler. Tuttavia si riappacificherà con la sorella dopo che questa ha riassunto nuovamente fattezze umane.
Poco tempo dopo l'attacco al castello da parte di Warren e Amy l'organizzazione delle cacciatrici ricostruirà una nuova fortezza schermata magicamente per impedire a Twilight di localizzarli. Sfortunatamente si renderanno conto poco dopo che il nemico le localizza proprio attraverso la loro magia e dunque si recheranno da Oz di modo da imparare a tenerla a freno per non farsi localizzare. Nonostante all'inizio il piano sembri procedere bene e le Cacciatrici si ritrovino con i poteri nullificati dalla meditazione la situazione precipita rapidamente quando Twilight le localizza e le attacca con un esercito composto da demoni, vampiri e militari mentre esse sono ancora senza poteri; nonostante la strenua resistenza il gruppo di Buffy viene rapidamente sconfitto mentre la bionda Cacciatrice viene data per dispersa dopo essere stata aggredita da tre dee mistiche evocate da lei stessa come ultima risorsa di difesa ma che le si sono ritorte contro.
Riaperti gli occhi cinque ore dopo la fine della battaglia Buffy scopre la tragicità degli eventi accaduti ed ha appena il tempo di tirare il fiato che si scopre in possesso di nuovi poteri incrementati, i quali la pongono allo stesso livello di Twilight. Dopo aver aiutato i suoi compagni ed i feriti della battaglia, si farà indirizzare verso il covo di Twilight dai redenti Amy e Warren; qui affronterà l'antagonista ad armi pari unicamente per scoprire che si tratta in realtà di Angel, il quale ha assunto tale identità unicamente per proteggerla dal mondo che gli si sarebbe ritorto contro e per far sì che si "evolvesse" ottenendo nuovi poteri come premonitogli da una forza superiore. I due cominceranno dunque a percepire l'alchimia che tale entità genera tra di loro e daranno libero sfogo alla loro passione utilizzando le loro nuove abilità a fini sessuali, in questo modo ascenderanno ad un piano di vita superiore come stabilito all'alba dei tempi dall'universo, il cui grande piano era generare grazie ai due una dimensione di pura felicità rendendo il precedente, ed imperfetto, mondo sacrificabile. Era stato predetto che ciò sarebbe stato possibile solo per mezzo di una Cacciatrice, colei che si sarebbe distinta dalle altre prescelte, e infatti la profezia si riferisce a Buffy che è stata identificata come tale per aver fatto trasformare le Potenziali in Cacciatrici avendo portato il mondo del paranormale a un livello più alto. Resisi conto però che la Terra è in pericolo a causa dell'avvento del nuovo universo, i due rinunceranno all'eterna felicità per tornare sulla Terra e impedire che le orde demoniache la distruggano.
Seguendo un piano di Spike, giunto in loro soccorso, Buffy ed il suo gruppo ritorneranno a Sunnydale alla ricerca del Seme delle Meraviglie, fonte di ogni magia; tuttavia il nuovo universo creato da lei ed Angel assumerà forma corporea e si impossesserà del corpo di quest'ultimo. Durante la battaglia che ne consegue, un soggiogato Angel ucciderà Giles sotto gli occhi della bionda Cacciatrice, la quale fuori di sé per la rabbia distruggerà il Seme rimuovendo la magia dal mondo.
Colpevolizzata ed accusata di tradimento dalle altre Cacciatrici, e dalle streghe, ora private dei loro poteri, Buffy si ritirerà a San Francisco assieme a Dawn e Xander, dividendo le giornate tra il lavoro di cameriera e la caccia ai vampiri.

## Poteri e abilità
Buffy è una Cacciatrice e come tale ha tutti i poteri e le abilità che ne caratterizzano una. Questo include forza, velocità, agilità sovrumane e una veloce rigenerazione dalle ferite. Buffy inoltre possiede la capacità di precognizione che l'avvisa dei pericoli attraverso i sogni e le memorie delle battaglie di tutte le Cacciatrici precedenti a lei. Per esempio, in un sogno ha predetto la morte di Angel, poco dopo che lui aveva perso la propria anima ed era tornato a essere Angelus. Inoltre è una leader carismatica, che possiede la capacità di guidare le persone in battaglia.
Buffy è esperta di tutti i tipi di armi, ed è capace di usare una svariata gamma d'armi da taglio con una padronanza innata, tra queste ci sono, oltre ai classici paletti di frassino: spade, coltelli, lance, asce, balestre e altre ancora. Molte di queste armi riesce a padroneggiarle grazie a un addestramento specifico, ma per altre le viene naturale dato l'istinto d'assassina di ogni Cacciatrice; ad esempio la si è vista impugnare il martello di un Troll e perfino un lanciarazzi.
Nel finale della settima stagione entrerà in possesso della Falce della guardiana, la misteriosa arma della prima Cacciatrice, la quale gli conferisce una forza superioroe, che diventerà una sua arma abituale a partire dall'ottava stagione, finché non finirà distrutta nel finale della stessa.
Secondo molti nel corso della serie, Buffy è una delle Cacciatrici più forti di sempre, e man mano i suoi poteri aumentano notevolmente. Nonostante l'abilità nel corpo a corpo sia una caratteristica di ogni Cacciatrice, lei è molto più forte di altre sue colleghe. È esperta in diversi tipi di arti marziali (taekwondo, judo, karate, taijiquan, pugilato, capoeira, kobudo e scherma). 

### Poteri incrementati
Per sconfiggere Adam nel finale della quarta stagione Buffy ha dovuto combinare la sua forza con quella di Xander, Giles e Willow tramite l'incantesimo unificante che le ha permesso temporaneamente di assimilare dei poteri divini, non solo era diventata più forte ma poteva usare la magie e parlare le lingue morte.
Dal finale dell'episodio Ritirata (parte 5) dell'ottava stagione a fumetti, Buffy ottiene un vasto aumento di potere per via di un piano universale esistente dagli albori del creato, grazie a tale "evoluzione" la sua agilità, la sua resistenza e i suoi riflessi crescono ad un livello enormemente superiore, così come la sua forza, che raggiunge un livello tale da permettere di sollevare una locomotiva senza sforzo e compiere super-balzi saltando interi edifici. Oltretutto sviluppa il super-udito, la vista telescopica, una velocità pari, se non superiore, a quella del suono, l'invulnerabilità e il volo in aggiunta ai poteri da lei già posseduti.
Tali abilità ad ogni modo, spariranno dopo la distruzione del Seme delle Meraviglie.

### Poteri temporanei
- Nell'episodio Forza primordiale della quarta stagione, Buffy era il centro di un incantesimo che le ha donato le caratteristiche di Xander, Willow e Giles. L'incantesimo ha anche accresciuto la sorgente del potere della Cacciatrice: così è stata in grado di sconfiggere Adam. Immediatamente dopo averlo sconfitto, l'incantesimo è cessato.
- Nell'episodio Poteri metafisici della terza stagione, Buffy prende il potere di un demone che ha ucciso, con la capacità di sentire i pensieri degli altri (ma non dei vampiri, dato che non lasciano tracce nella mente). Non riesce a controllare tutti i pensieri che ha nella mente, così Angel uccide un secondo demone di questo tipo e le fa bere una pozione che contiene il cuore del demone, che blocca la possibilità di leggere nella mente, annullando questa capacità, altrimenti Buffy sarebbe morta impazzendo per i troppi pensieri in testa.